# The Wind That Shakes The Barley
The Wind That Shakes The Barley es el noveno álbum de estudio de la cantante e instrumentalista canadiense Loreena McKennitt lanzado el 12 de noviembre de 2010.

## Observaciones
El álbum presenta una atmósfera más calmada la cual se refleja en la rica armonía de cada pieza musical. La selección de la música está claramente influenciada y constituida por las melodías y canciones tradicionales de las regiones con descendencia celta como Irlanda; con canciones como Down by the Sally Gardens y The Parting Glass. Solo una pieza instrumental fue compuesta por McKennitt para este nuevo trabajo titulada The Emigration Tunes.

## Lista de temas
- 1.- As I Roved Out — 4:59 (Tradicional/McKennitt)
- 2.- On A Bright May Morning — 5:08 (Tradicional/McKennitt)
- 3.- Brian Boru's March — 3:51 (Tradicional/McKennitt)
- 4.- Down By The Sally Gardens — 5:39 (W. B. Yeats/McKennitt)
- 5.- The Star Of The County Down — 3:34 (Tradicional/McKennitt)
- 6.- The Wind That Shakes The Barley — 6:01 (Tradicional/Robert Dwyer Joyce/McKennitt)
- 7.- The Death Of Queen Jane — 6:04 (Tradicional/McKennitt)
- 8.- The Emigration Tunes — 4:42 (McKennitt)
- 9.- The Parting Glass — 5:13 (Tradicional/McKennitt)

## Personal y Músicos
- Loreena McKennitt
- Brian Hughes
- Hugh Marsh
- Caroline Lavelle
- Ben Grossman
- Ian Harper
- Tony McManus
- Jeff Bird
- Pat Simmonds
- Andrew Collins
- Brian Taheny
- Chris Gartner
- Andrew Downing
- Jason Fowler
- Jeff Wolpert